# Stefanie Huber
Stefanie Huber (ur. 18 października 1985 w Vöcklabruck) – austriacka lekkoatletka specjalizująca się w biegach długodystansowych.
Srebrna medalistka (w drużynie) igrzysk europejskich (2015) – indywidualnie zajęła 5. miejsce w biegu na 3000 metrów z przeszkodami
Wielokrotna medalistka mistrzostw Austrii na różnych dystansach, w tym trzykrotna mistrzyni kraju w biegu na 3000 metrów z przeszkodami (2012, 2013 i 2014).

## Rekordy życiowe
- bieg na 3000 metrów z przeszkodami – 10:42,88 (2013)[3]
- bieg na 5000 metrów – 17:32,54 (2014)[3]